# Won't Go Home Without You
«Won't Go Home Without You» —en español: «No iré a casa sin ti»— es el nombre del tercer sencillo del disco It Won't Be Soon Before Long de la banda estadounidense Maroon 5. 
Es de importancia mencionar que esta canción, usa la melodía de la canción Every Breath You Take de la banda The Police.
Fue lanzado en el último cuarto de 2007, entre el 19 de noviembre y el 1 de diciembre en todo el mundo.

## Video
El 16 de agosto de 2007, la banda publicó en su página web oficial una solicitud a sus fanes para que enviaran videos caseros de la canción y ayudaran a hacer el video oficial. Sin embargo, otro video fue lanzado. 
El video oficial se estrenó en VH1 el día 1 de diciembre. También se encuentra disponible en su página web.
El video trata principalmente de una discusión entre Adam Levine (vocalista de Maroon 5) y una mujer (Tania Raymonde). Al término de esta discusión, Adam decide marcharse. Pero luego de reflexionar sentado en una silla y acompañado de la banda, decide ir a buscarla, transitando por toda la ciudad y encontrándose con varios obstáculos. Hasta que al final, llega a un restaurante y encuentra a su novia con otro hombre, ante lo cual decide irse.
Éste video muestra a Jesse Carmichael tocando piano y guitarra.
Además de un cameo de la drag performer Erica Andrews Miss International Queen 2006.

## Contenido musical
El trasfondo de guitarra en la canción está basada en la sencillo de The Police, "Every Breath You Take", que hace que el momento al final del video musical donde Levine está viendo el personaje femenino un tanto casual. 
Durante el It Won't Be Soon Before Long tour de 2007, Levine utiliza a la audiencia haciendo una llamada y respuesta de la parte de la guitarra principal del coro como una introducción a la canción.

## Recepción de la crítica
Las valoraciones para "Won't Go Home Without You" han sido desiguales. Robert Christgau dio una reseña positiva del álbum así como de la canción, diciendo ""Won't Go Home Without You" es diabólicamente memorable, combina la confianza con afecto en vez de macho." Channel 4 llamó a la canción "[el] musical equivalente al de un pedo de perro en la mesa" y dio solo una estrella de diez posibles. Digital Spy dio a la canción dos de cinco estrellas, llamando a la letra de la canción como "fría, funcional y despiadadamente efectivas como un estado-del-arte-refriegrado".

## Premios y nominaciones
La canción fue nominada por Mejor Interpretación Pop por un Dúo o Grupo con Vocalista en la 51° entrega de los Grammy Awards, pero el premio se lo llevó Coldplay por su canción "Viva la Vida".

## Certificaciones
| País           | Proveedor (es) (2007/2008) | Posición |
| -------------- | -------------------------- | -------- |
| Alemania       | Media Control Charts       | 11       |
| Australia      | ARIA                       | 7        |
| Austria        | Ö3 Austria Top 40          | 16       |
| Bulgaria       | Bulgaria Singles Chart     | 33       |
| Canadá         | Canadian Hot 100           | 16       |
| Croacia        | Croatia Singles Chart      | 18       |
| Eslovenia      | Slovenia Singles Chart     | 3        |
| España         | Spanish Singles Chart      | 21       |
| Estados Unidos | Billboard Hot 100          | 48       |
| Estados Unidos | Billboard Adult Top 40     | 3        |
| Estonia        | Estonia Singles Chart      | 3        |
| Europa         | Euro Top 200               | 33       |

| País          | Proveedor (es) (2007/2008)      | Posición |
| ------------- | ------------------------------- | -------- |
| Irlanda       | Irish Singles Chart             | 28       |
| Holanda       | Netherlands Singles Chart       | 28       |
| Israel        | Israel Singles Chart            | 1        |
| Italia        | Italy Airplay Chart             | 2        |
| Italia        | Italy Singles Chart             | 15       |
| Letonia       | Latvia Singles Chart            | 15       |
| Lituania      | Lithuania Singles Chart         | 15       |
| México        | México Top 100                  | 38       |
| Nueva Zelanda | New Zealand RIANZ Singles Chart | 20       |
| Reino Unido   | UK Singles Chart                | 44       |
| Sudáfrica     | South Africa 5FM Chart          | 4        |
| Turquía       | Turkish Top 20 Chart            | 15       |
| Venezuela     | Venezuela Singles Chart         | 13       |